# Jean Herbault
Pour les articles homonymes, voir Herbault (homonymie).
Jean Herbault (Paris, 27 novembre 1807 - Amiens, 23 janvier 1880), arrivé à Amiens vers l'âge de 26 ans, devint l'un des architectes les plus en vue et les plus prolifiques de son époque au niveau local.

## Éléments biographiques

### Elève de François-Auguste Cheussey
Né à Paris le 27 novembre 1807, d'un père menuisier ébéniste, Jean Herbault arrive à Amiens en 1833 où il loge chez une tante, épouse du commissaire de police. De 1833 à 1844, il est l'assistant de l'architecte départemental François-Auguste Cheussey, comme inspecteur de travaux de la cathédrale. Il collabore à la restauration de la cathédrale et Cheussey le forme au métier d'architecte.

### Un architecte reconnu

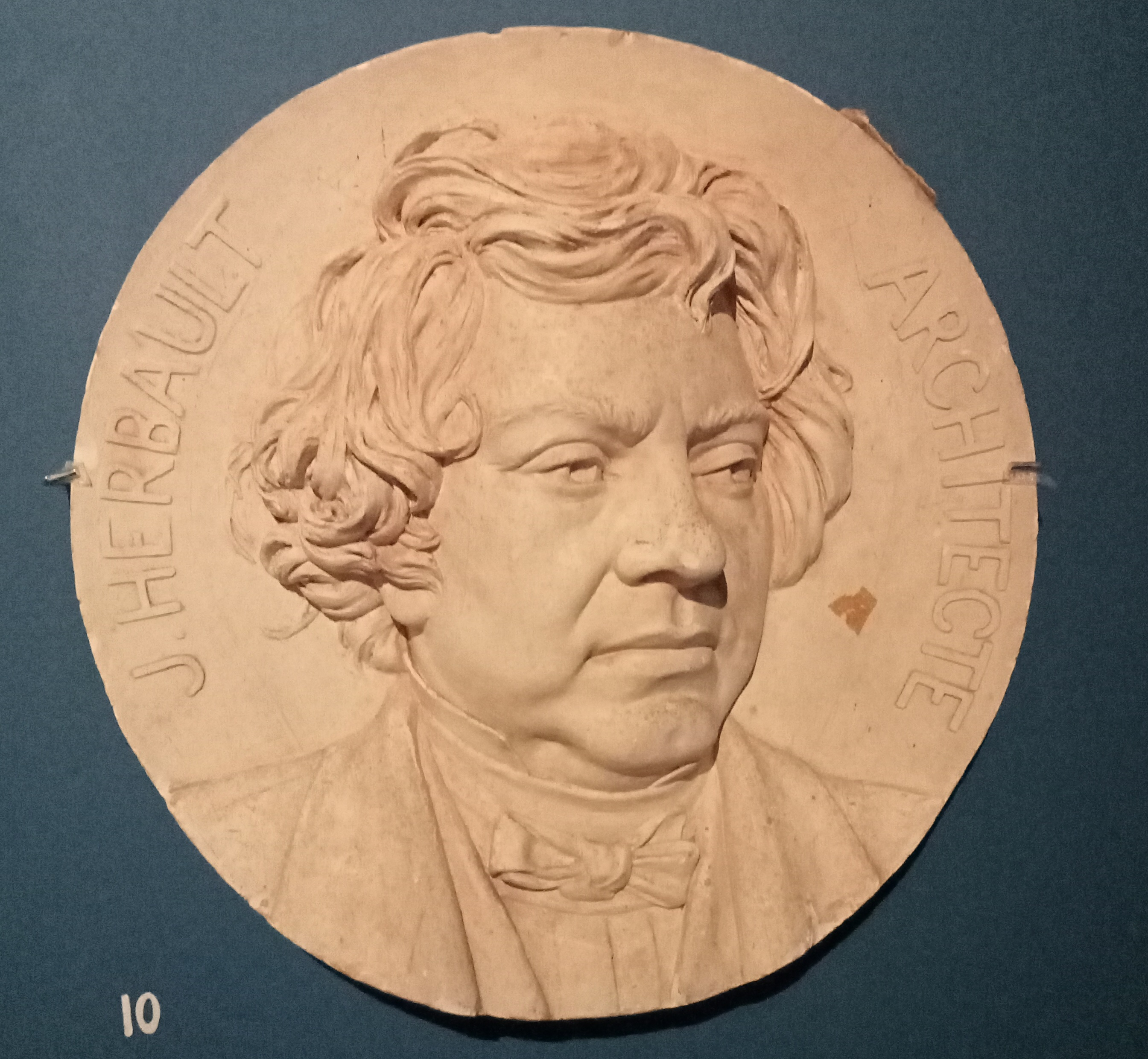
Médaillon en plâtre de Jean Herbault, par Justin-Chrysostome Sanson. Château-Musée de Nemours.

Dès 1836-1837, Jean Herbault entame sa carrière de bâtisseur. Parmi ses premières réalisations figurent l'hôtel Gédéon de Forceville, à Amiens, et l'église de Bussy-lès-Daours. Fort bien secondé par les frères Duthoit et bénéficiant de nombreuses relations, il connaît un succès rapide et reçoit d'importantes commandes, à commencer par celles des couvents de la Visitation d'Amiens, puis de Boulogne.
Il est nommé architecte des hospices de la ville d'Amiens en 1837, et le demeure jusqu'en 1856, architecte diocésain en 1848 et architecte départemental de fin 1849 jusqu'en 1858. Cette position officielle, une activité débordante et un certain opportunisme lui permettent de tenir un rôle de premier plan dans l'Amiens du Second Empire, en étroite collaboration avec son confrère Natalis Daullé. De grands projets urbanistiques, à la mode haussmannienne, naissent de ces foudroyants succès : un vaste hôtel de ville ouvert sur de grandioses perspectives, le dégagement de la cathédrale avec la rue Robert-de-Luzarches s'ouvrant sur le portail de la Vierge dorée, le projet de grande perspective sur le portail ouest, la rue Allart.

### La construction du palais de justice d'Amiens
Cependant, cette carrière trouve à la fois son aboutissement et sa chute dans le long chantier du palais de justice d'Amiens (1868-1880). Face à ce bâtiment complexe, regroupant presque tous les ordres judiciaires, de la justice de paix à la cour d'appel, la formation technique insuffisante d'Herbault, probablement due à des études hâtives, trouve ses limites. Il y commet de graves défauts techniques, notamment dans le calcul des poutres de fer porteuses des planchers des salles des pas perdus ; de section trop faible, elles supportent mal un public nombreux. Il n'est alors plus secondé par les frères Duthoit, qui ont conféré à ses premières réalisations tout leur éclat, et ne l'est plus depuis 1873 par son confrère Natalis Daullé, décédé. Aussi, déjà miné par des chagrins intimes - la maladie mentale de sa fille et la mort précoce de son fils unique, Paul (1848-1876), désespéré par une accumulation de malfaçons, Jean Herbault se jette par une fenêtre de l'aile sud du palais de justice, le 23 janvier 1880. Il est enterré au cimetière de La Madeleine.

## Principaux projets et réalisations

### Amiens

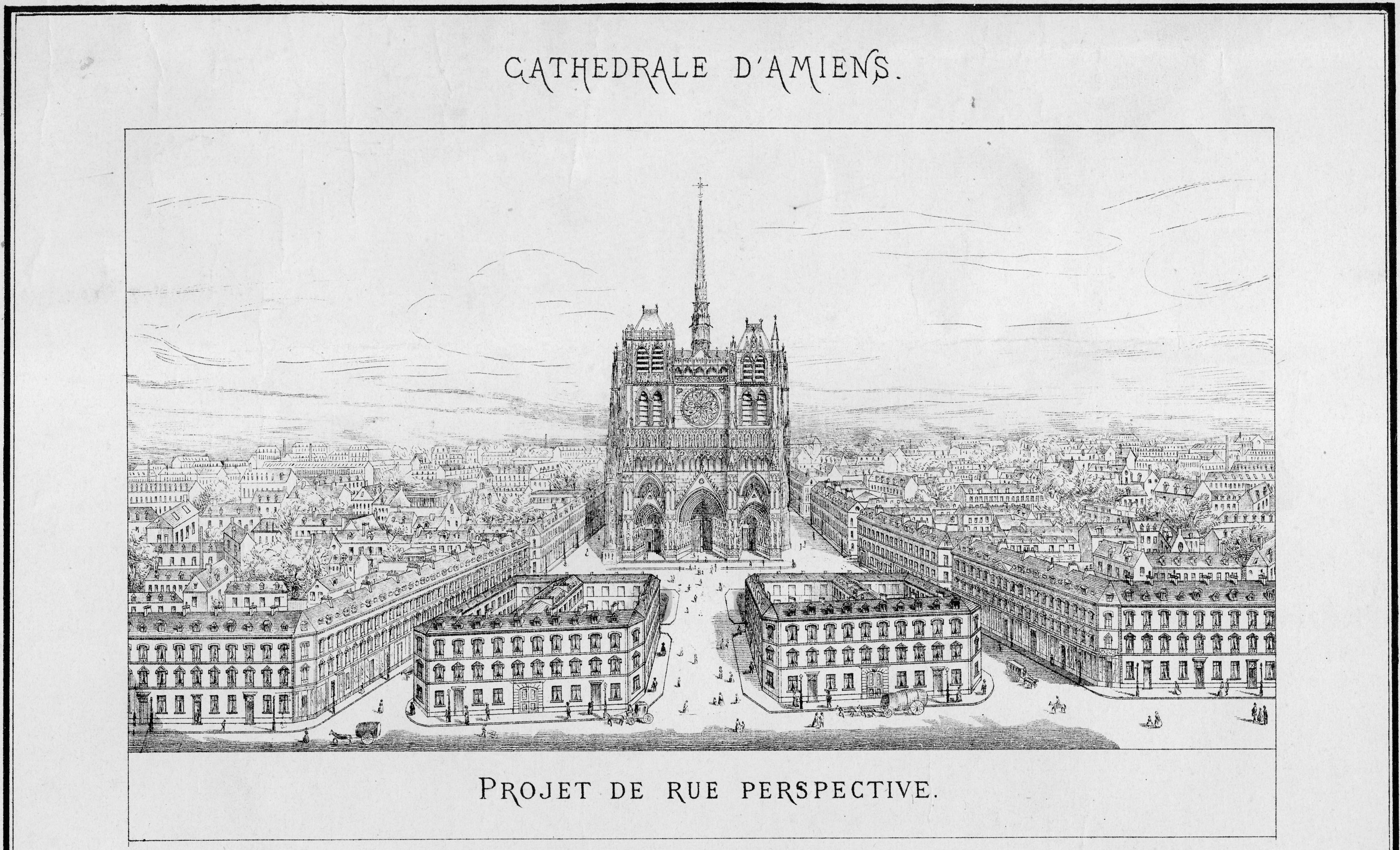
Projet de rue perspective donnant sur le massif ouest de la cathédrale d'Amiens (1855)

- 1836 : hôtel Gédéon de Forceville, 35 rue Lamarck (devenu C.R.D.P., puis hôtel du recteur puis hôtel du président du conseil général) - détruit en 2012[3]
- 1838 : la Sainte-Famille (partiellement), faubourg de Noyon
- 1839-1841, 1844-1846, 1848-1856 : couvent de la Visitation, rue Saint-Fuscien
- 1841 : maison, 1 rue Henri-Daussy
- 1842 : hôtel-Dieu (aile des femmes en couches)
- 1844 : hospice Saint-Charles (partie de façade sur la rue de Beauvais)
- 1844-1845 : orphelinat de Saint-Acheul, (maison des orphelines des religieuses des sœurs du Sacré-Cœur de Jésus et de Marie, dite de Louvencourt)
- 1845 : projet de comblement du tunnel du boulevard du Mail sur une longueur de 370 mètres entre la rue des Otages et la rue de la République
- 1846 : maison de charité de la paroisse Saint-Leu, rue Gaudissart
- avant 1847 : hôtel particulier, rue Saint-Fuscien (angle rues Saint-Fuscien et Henri-Daussy)
- 1847 : hôtel de Franqueville, 22 rue de l'Amiral-Courbet (actuellement Trésorerie générale)
- 1852 : maison de Jean Herbault, 4 rue Lamarck, anciennement rue Napoléon (détruite après 1977)
- 1852 : préfecture (ancienne Intendance) : rénovation (grande salle à manger, cabinet du préfet, etc.)
- 1852 : hôtel de Feuillants (siège du conseil général : réaménagement du rez-de-chaussée)
- 1853 : maison de charité de la paroisse Notre-Dame (aile rue des Gantiers)
- 1854 : porte de la Chambre de notaires, place d'Aguesseau
- 1854-1855 : hôtel-Dieu, construction de quatre nouvelles ailes
- 1855-1857 : hôtel de la Gendarmerie, rue des Jacobins
- 1855 : abords de la cathédrale : projet de dégagement, dont percement d'une vaste perspective donnant sur le massif ouest
- 1862 : projet de rue diagonale (future rue Allart, réalisée en 1867) entre la place Saint-Denis (actuellement René-Goblet) et la rue des Jacobins
- 1865 : projet d'achèvement de l'hôtel de ville d'Amiens, avec l'architecte Natalis Daullé
- 1868-1880 : palais de justice d'Amiens, et percement de la rue Robert-de-Luzarches
- vers 1874 : maison, 24 rue Pierre-l'Hermite
- maison, 1 place de Longueville (attribution)
- maison, 5 rue Saint-Augustin (attribution)
- Institution Sainte-Clotilde (attribution)
- hôtel particulier, 15 rue Saint-Dominique (attribution)
- Sœurs de l'Espérance, boulevard de Guyencourt

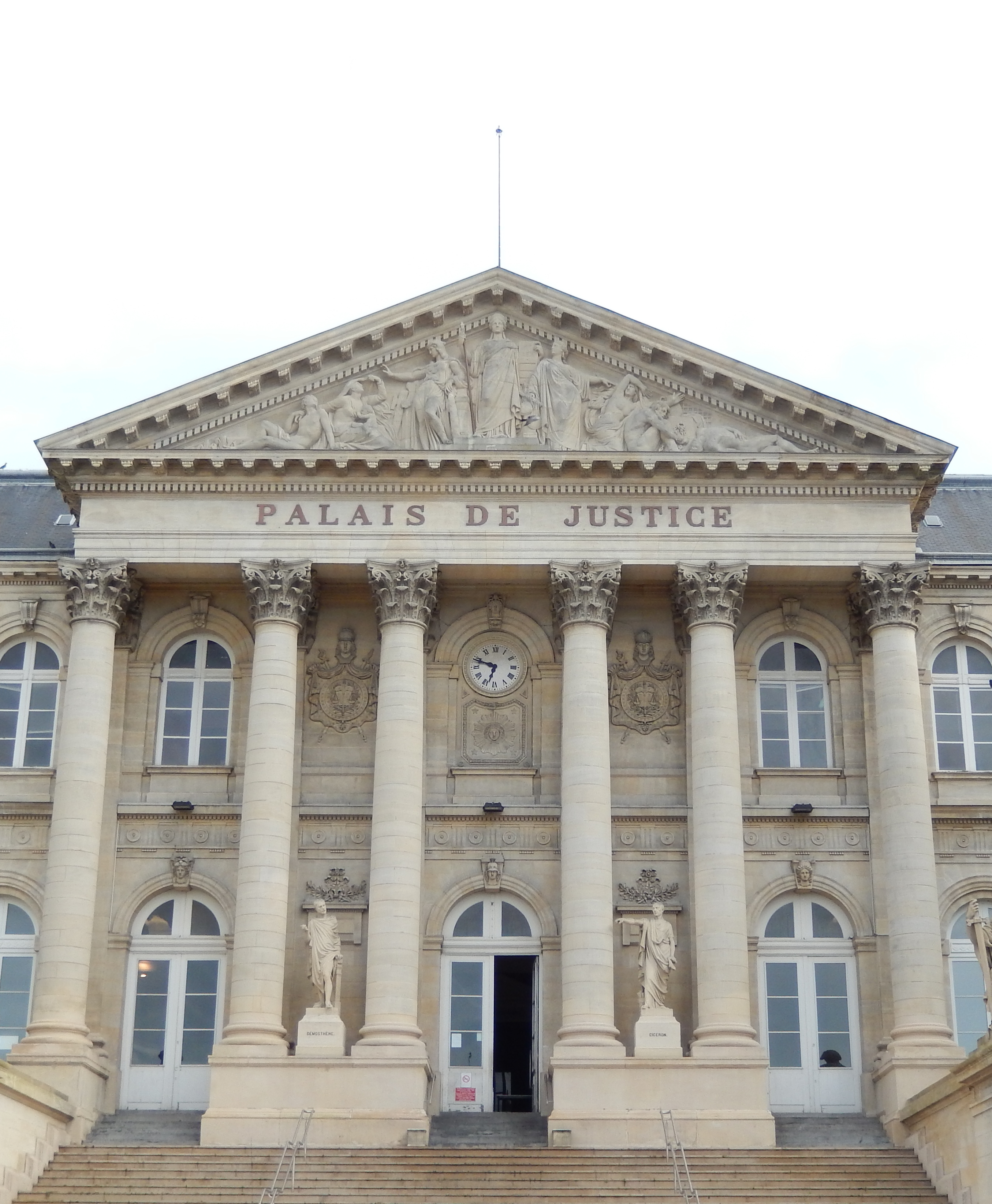
Palais de justice d'Amiens : façade ouest, porche central
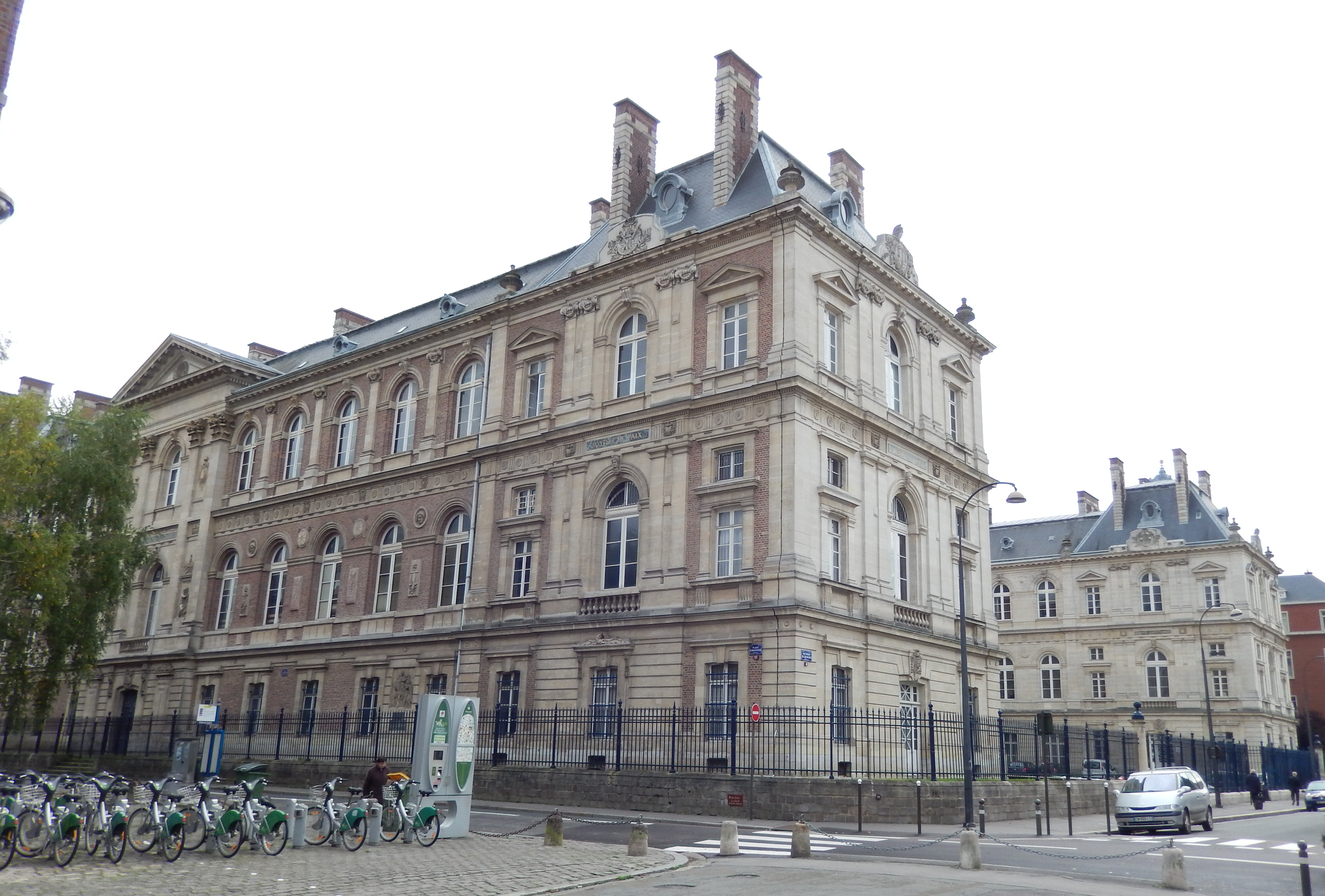
Palais de justice d'Amiens : vue depuis le nord-ouest
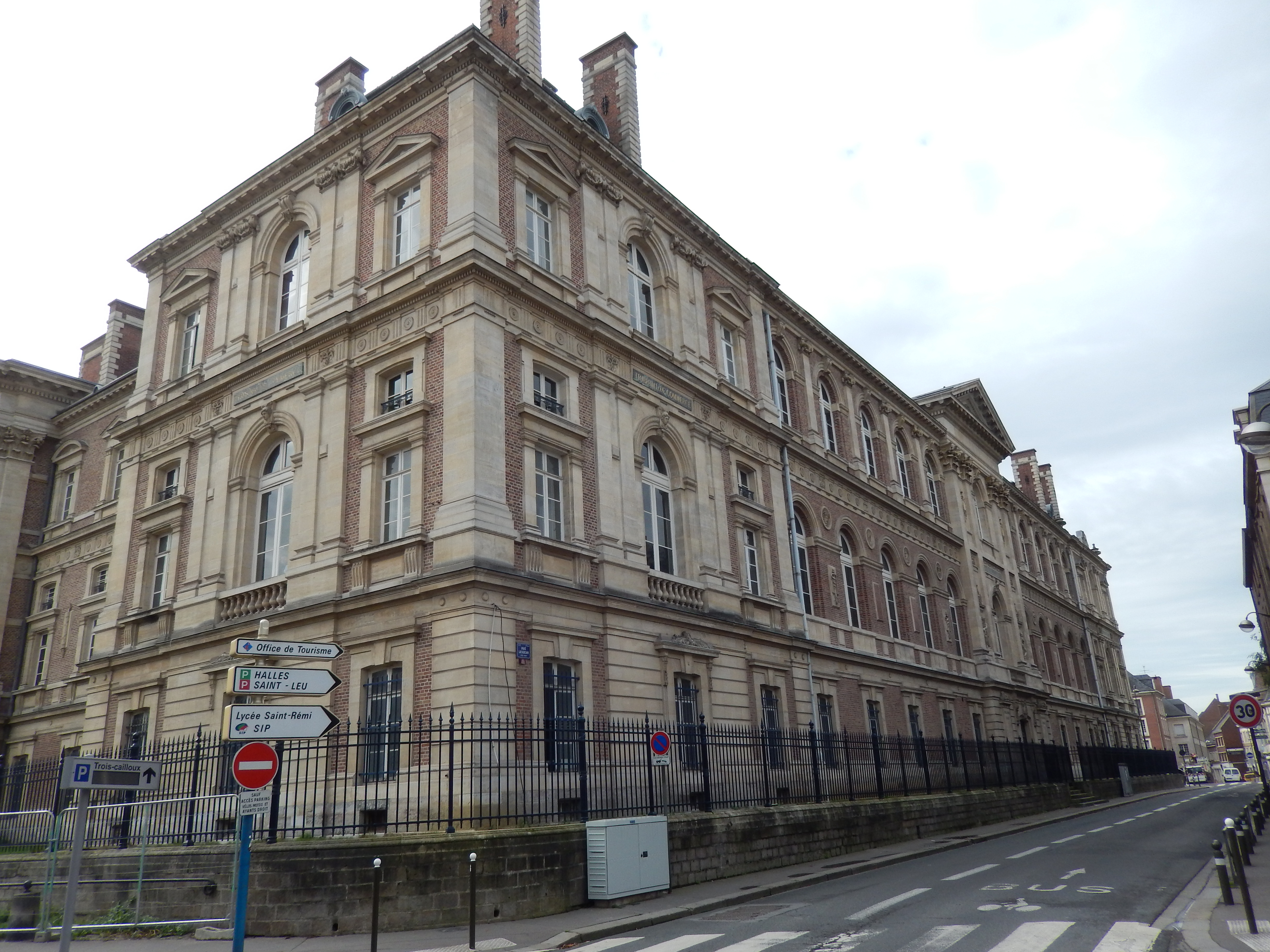
Palais de justice d'Amiens : façade nord, vue du nord-est
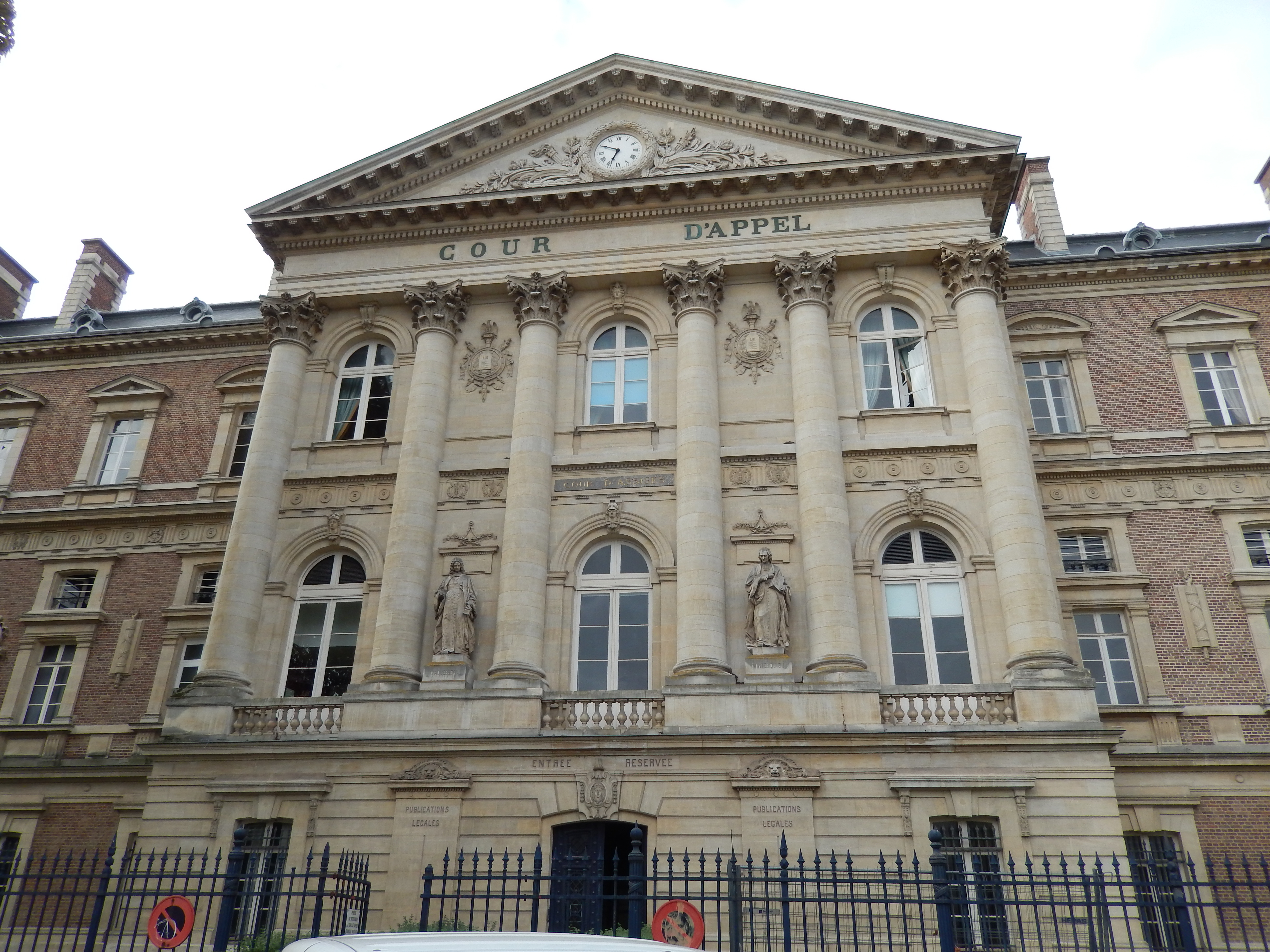
Palais de justice d'Amiens : façade est, corps central (cour d'appel)
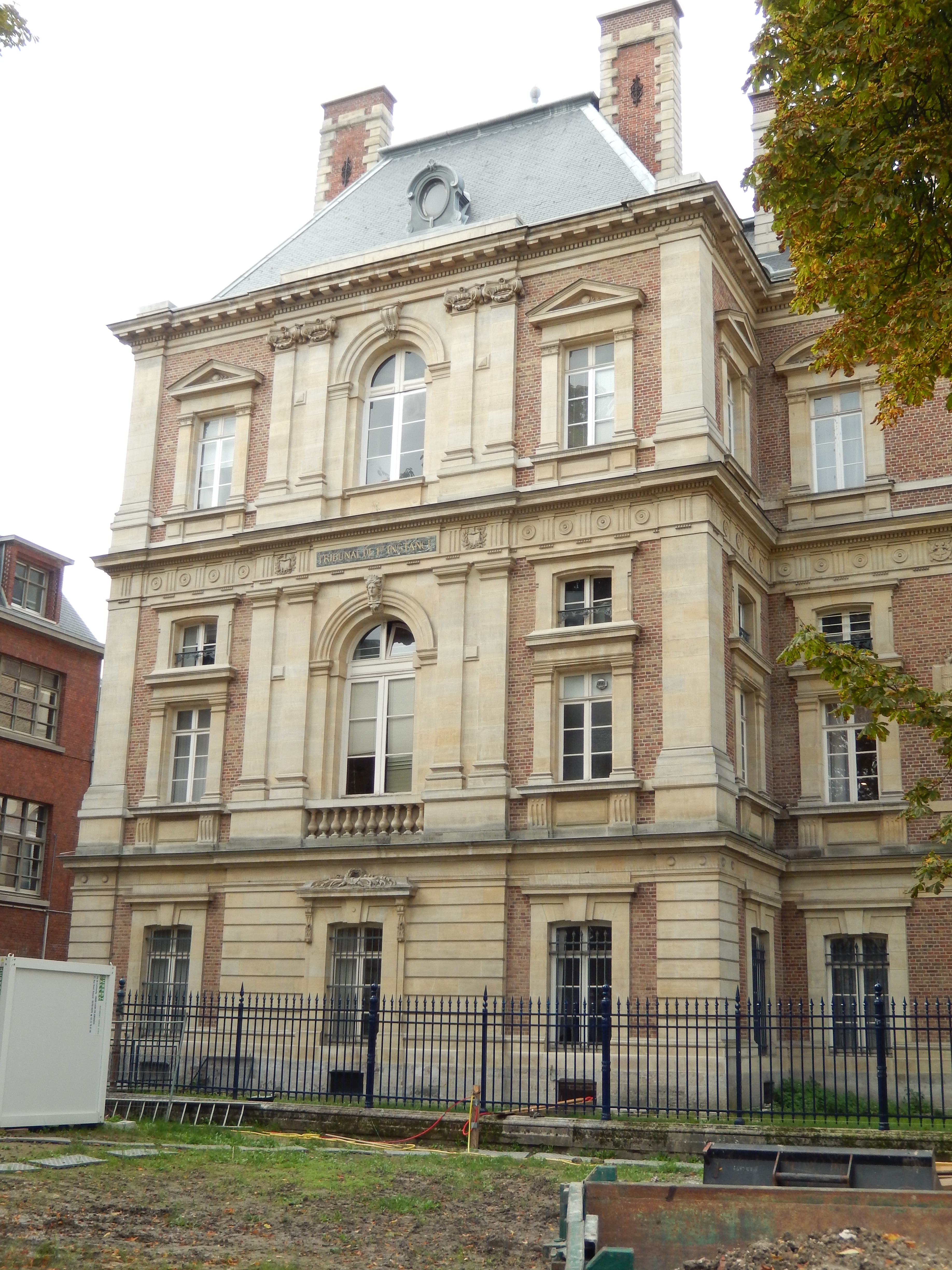
Palais de justice d'Amiens : Façade est, pavillon sud
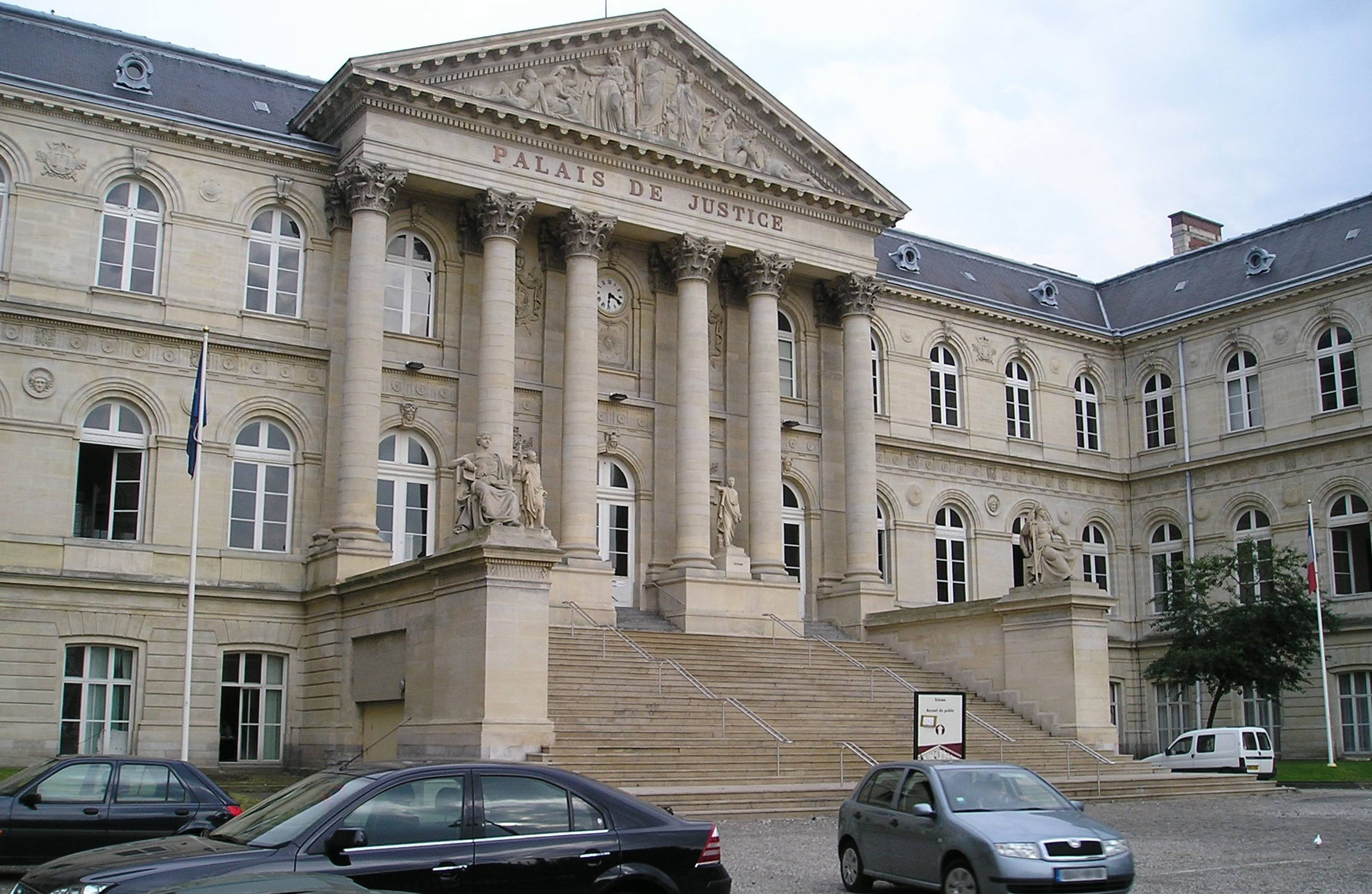
Palais de justice d'Amiens
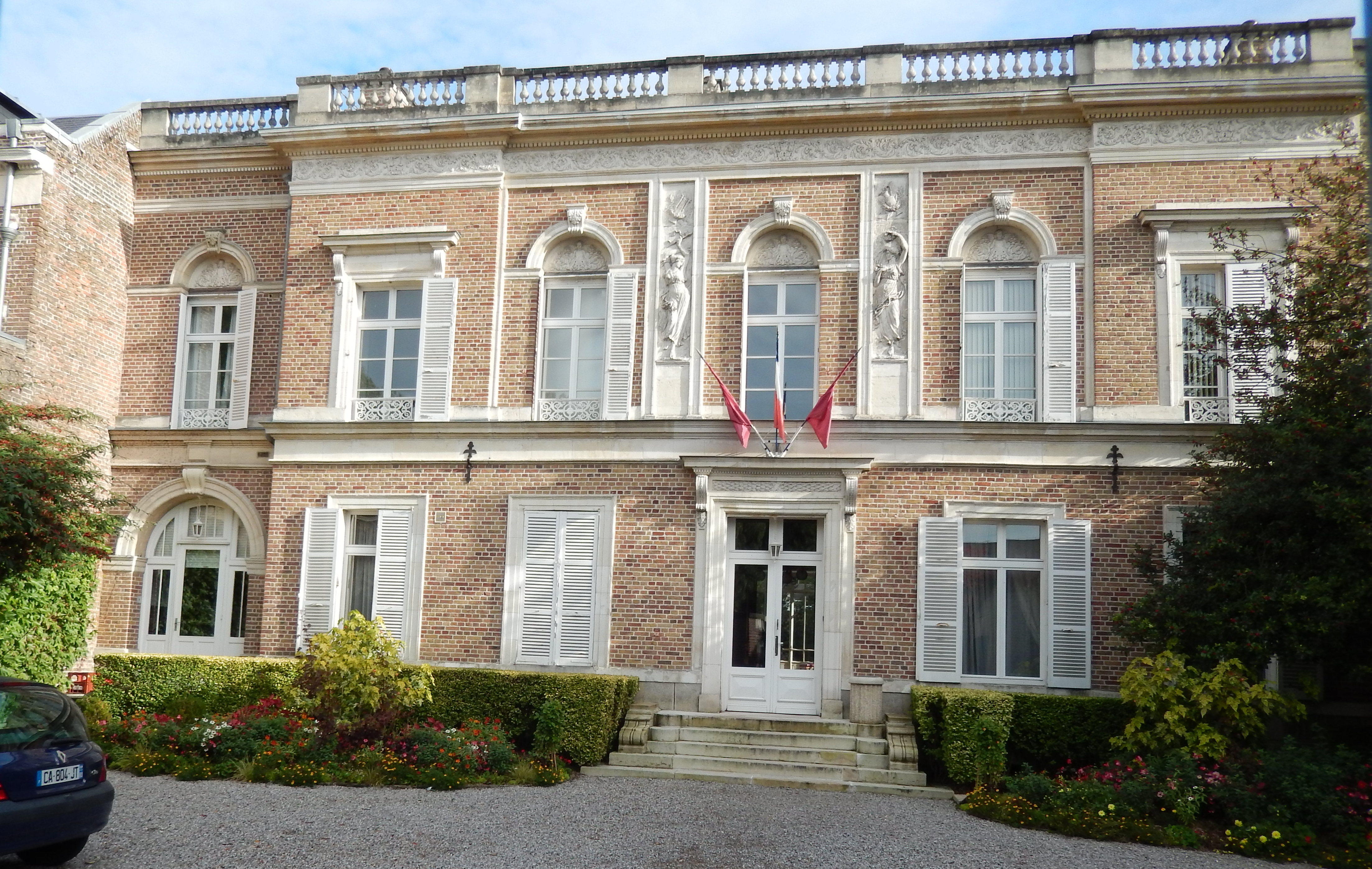
Amiens, hôtel de Forceville : façade sur rue Lamarck
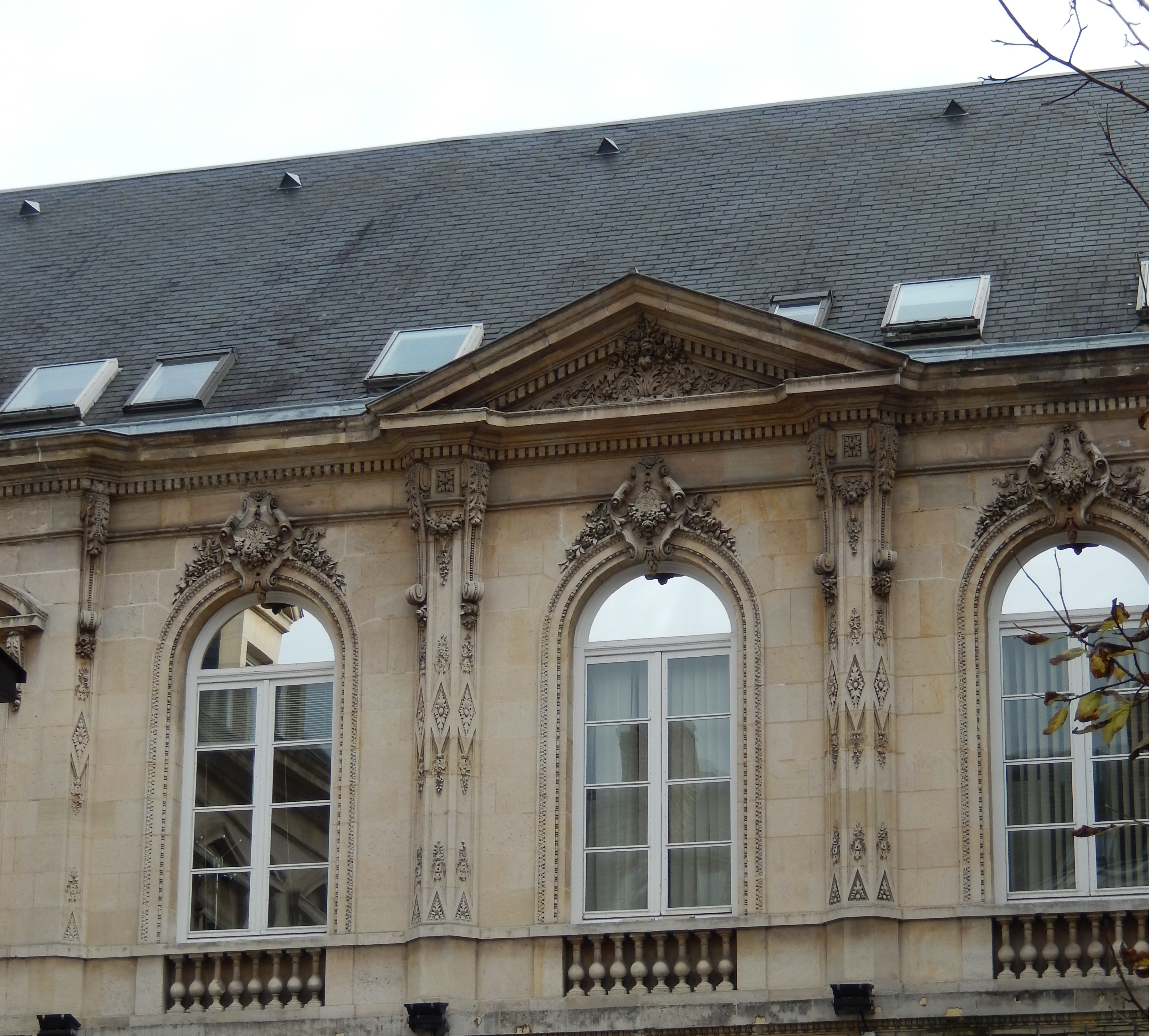
Amiens, hotel de Franqueville : corps central (détail)
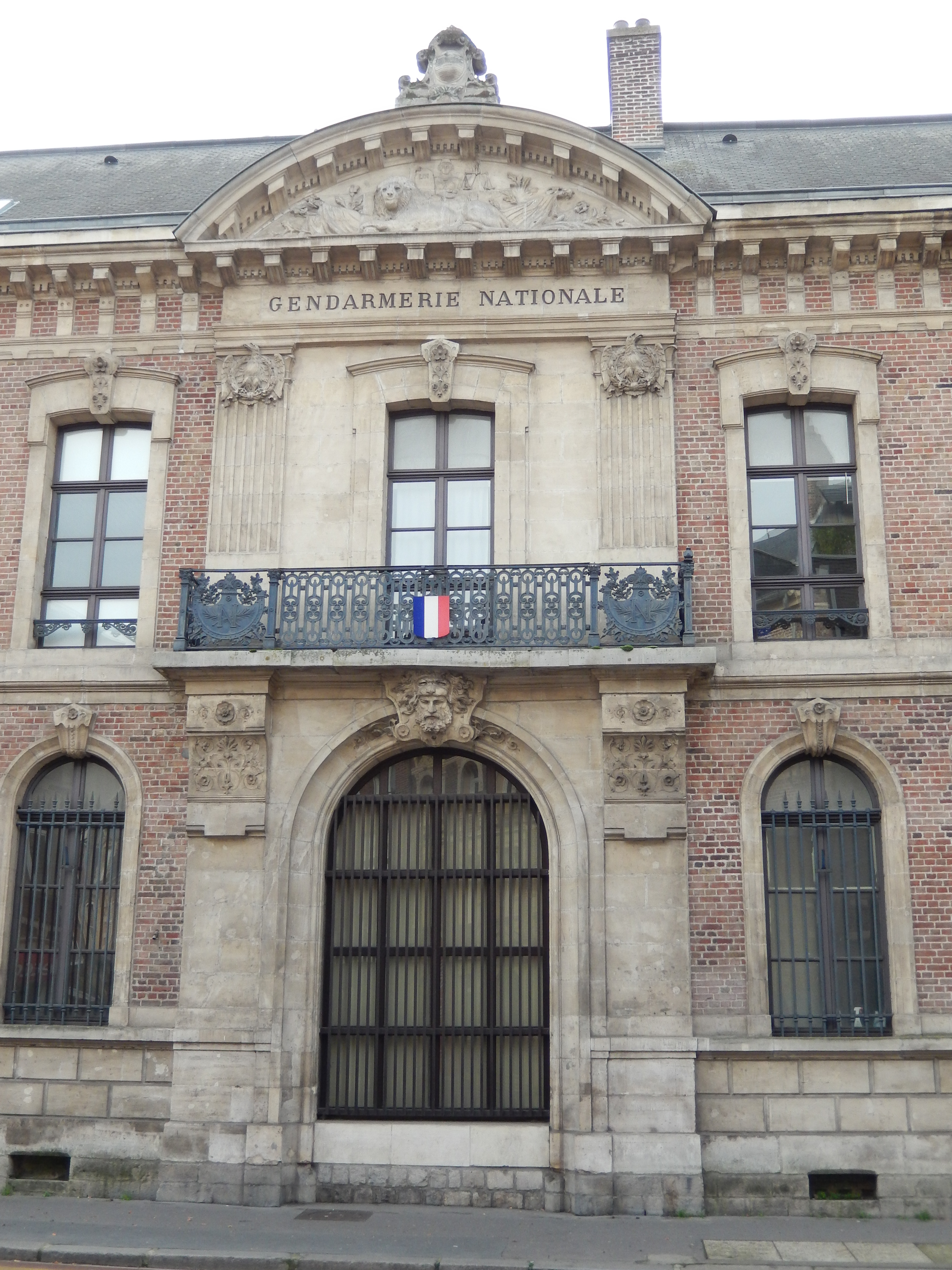
Gendarmerie, Amiens, rue des Jacobins : travée centrale de la façade sur rue
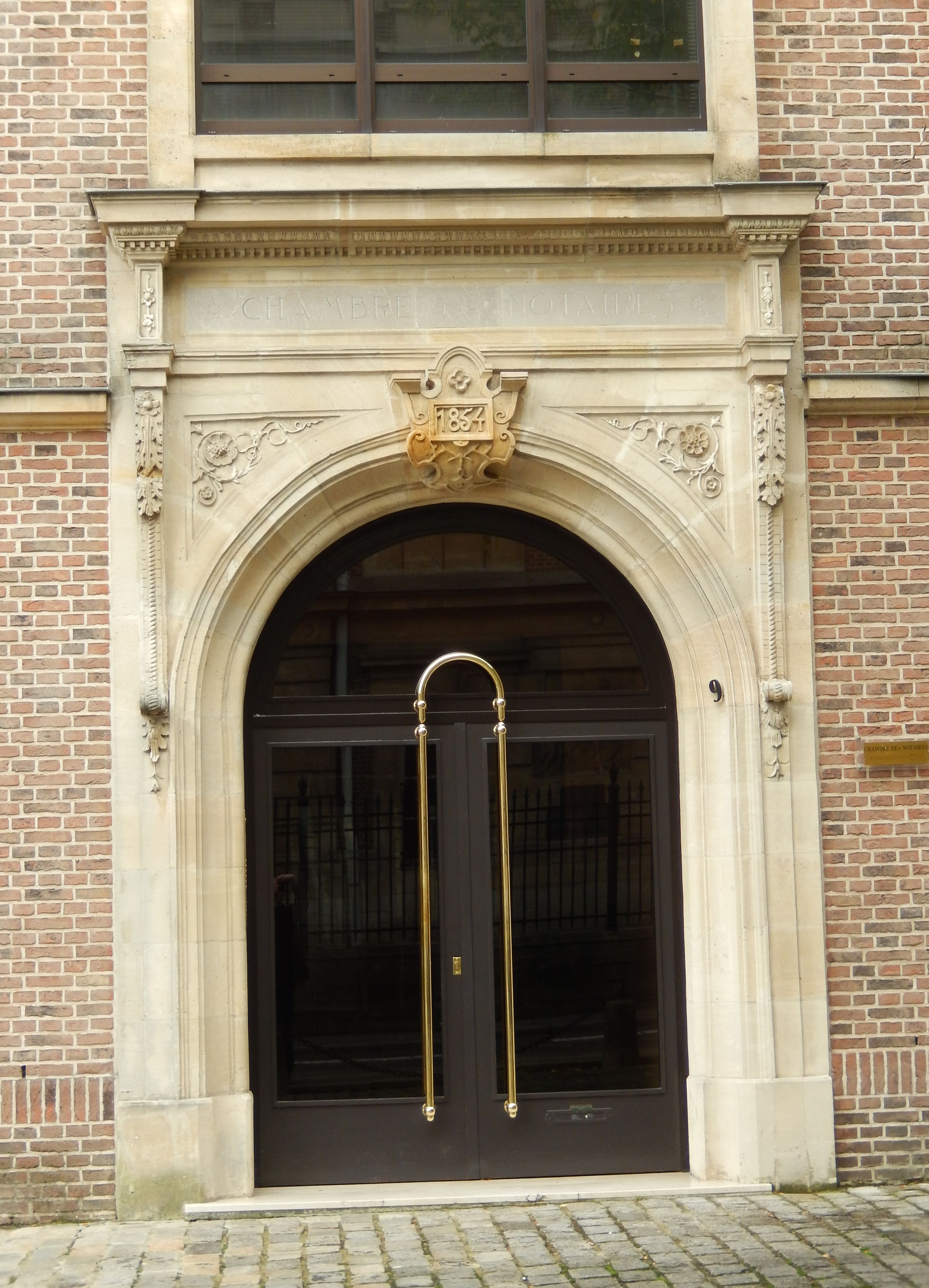
Amiens, porte de la Chambre de notaires (1854), place d'Aguesseau
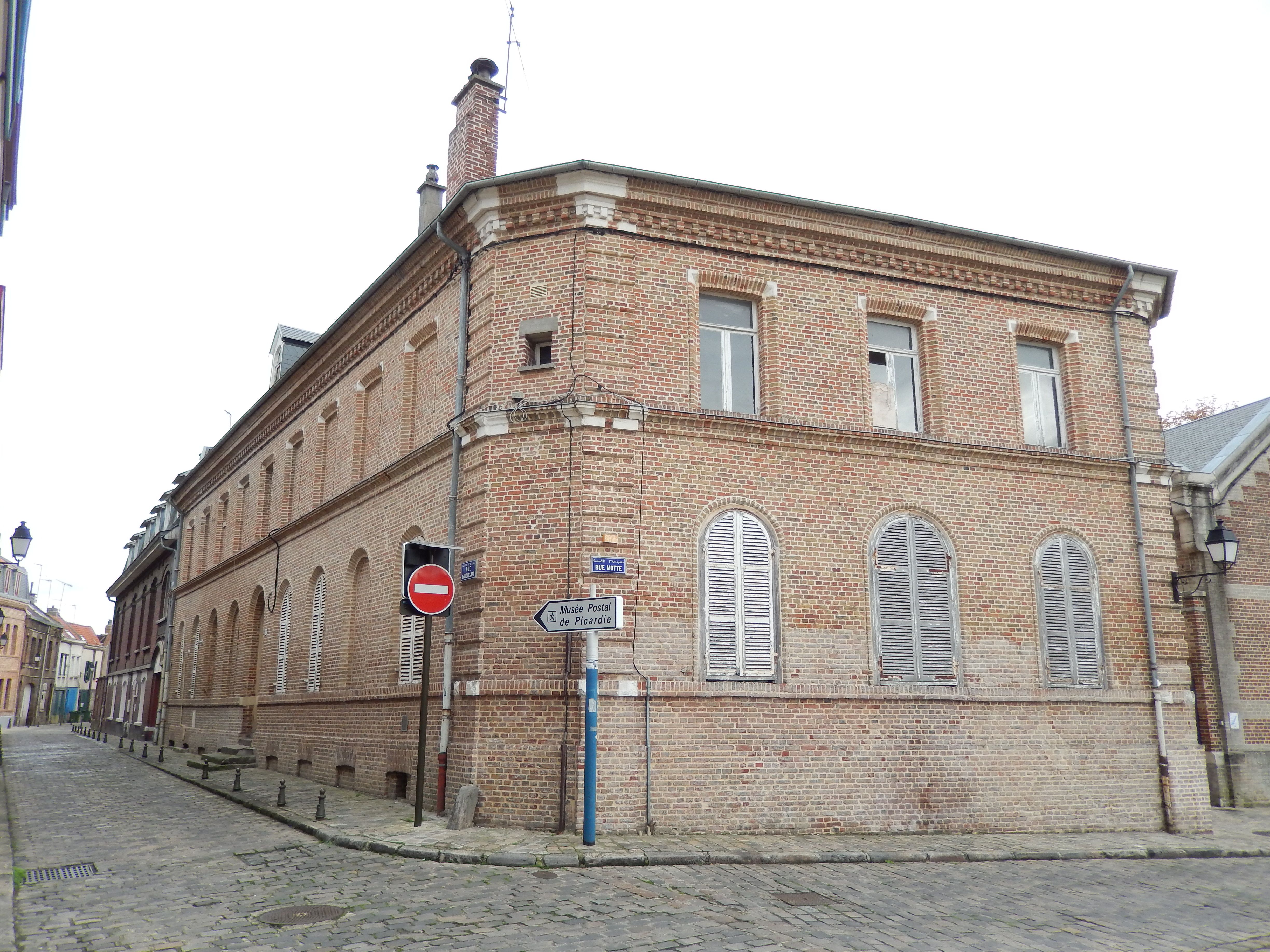
Amiens, maison de charité de la paroisse Saint-Leu, 12 rue Gaudissart : vue d'ensemble depuis la rue Motte
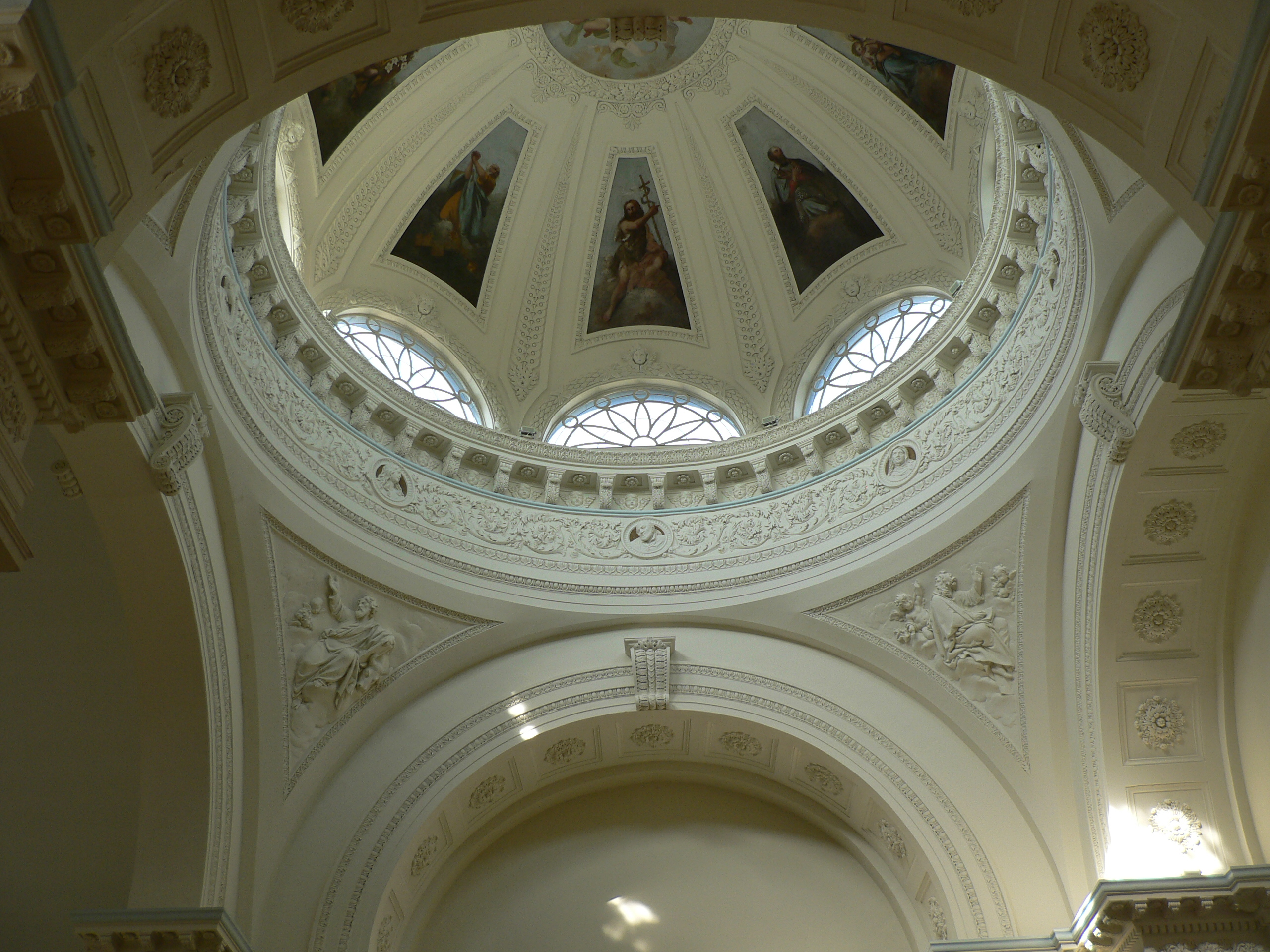
Couvent de la Visitation d'Amiens, intérieur de la chapelle

### Département de la Somme
- Athies (Somme) : projet de nouvel hospice (1854)
- Beaucourt-sur-l'Hallue : reconstruction de l'église (1864-1866)
- Bussy-lès-Daours : église (1837-1838)
- Gamaches : restauration de l'église (1850-1870)
- Harbonnières : 
  - restauration de l'église (1851-1861)
  - construction d'une ferme pour le comte d'Hinnisdal (1863-1864)

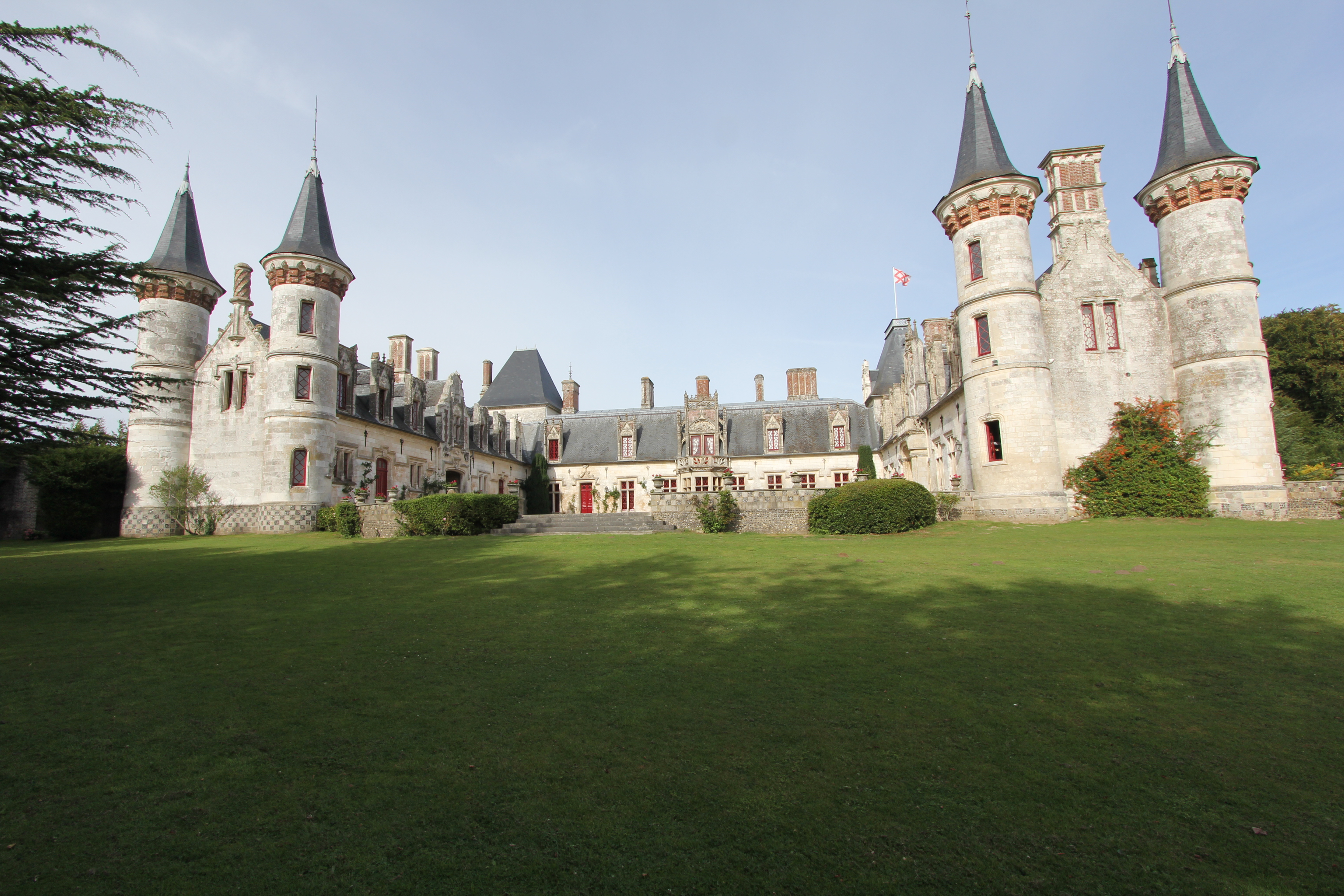
Château de Regnière-Écluse

- Hargicourt : construction de l'église (1854-1858)
- Péronne (Somme) : palais de justice (1858-1863) détruit en 1918
- Picquigny :
  - hospice : appropriation et restauration ; reconstruction de la chapelle en 1873 (1860-1863)
  - hôtel de ville (1852)
- Regnière-Écluse : château de Regnière-Écluse  agrandissement et aménagements néo-gothiques (1853-1863)
- Riencourt : chapelle castrale, dans le style flamboyant (1864)
- Saint-Riquier :  chapelle du petit séminaire (détruite en 1974) et bâtiments annexes (1861-1862)
- Thézy-Glimont : chapelle castrale de 1771, ajout d'une façade et du clocher (1860)

### Département de l'Oise
- Plainville (Oise) : église Saint-Michel (1866-1870)[4]

### Département du Pas-de-Calais
- Boulogne-sur-Mer : couvent de la Visitation (1842-1844) détruit en 1940
- Montreuil : hôtel-Dieu, achèvement des travaux de reconstruction commencés par l'architecte Hubert, de Paris, en 1854 (1854-1857)

## Pour approfondir